# Hilara
Hilara is een geslacht van vliegen uit de familie van de dansvliegen (Empididae).

## Soorten
- Hilara aartseni Chvala, 1997
- Hilara abdominalis Zetterstedt, 1838
- Hilara aeronetha Mik, 1892
- Hilara albanica Engel, 1943
- Hilara albipennis von Roser, 1840
- Hilara albitarsis von Roser, 1840
- Hilara albiventris von Roser, 1840
- Hilara algecirasensis Strobl, 1899
- Hilara allogastra Chvala, 2001
- Hilara almeriensis Strobl, 1906
- Hilara alpicola Chvala, 2001
- Hilara andermattensis Strobl, 1892
- Hilara anglodanica Lundbeck, 1913
- Hilara angustifrons Strobl, 1892
- Hilara apta Collin, 1927
- Hilara argyrata Curran, 1930
- Hilara arnaudi Niesiolowski, 1991
- Hilara atra Loew, 1862
- Hilara aurata Coquillett, 1900
- Hilara auripila Curran, 1926
- Hilara baculifer Melander, 1902
- Hilara barbipes Frey, 1908
- Hilara basalis Loew, 1862
- Hilara beckeri Strobl, 1892
- Hilara bella Melander, 1902
- Hilara biseta Collin, 1927
- Hilara bistriata Zetterstedt, 1842
- Hilara bohemica Straka, 1976
- Hilara borealis Oldenberg, 1916
- Hilara brevipila Loew, 1862
- Hilara brevipilosa Collin, 1966
- Hilara brevistyla Collin, 1927
- Hilara brevivittata Macquart, 1827
- Hilara caerulescens Oldenberg, 1916
- Hilara calinota Collin, 1969
- Hilara campinosensis Niesiolowski, 1986
- Hilara cana Coquillett, 1895
- Hilara canescens Zetterstedt, 1849
- Hilara cantabrica Strobl, 1899
- Hilara carbonaria Melander, 1902
- Hilara cavernicola Melander, 1945
- Hilara chorica (Fallén, 1816)
- Hilara cilipes Meigen, 1822
- Hilara cineracea Niesiolowski, 1986
- Hilara cinereomicans Strobl, 1892
- Hilara clavipes (Harris, 1776)
- Hilara clypeata Meigen, 1822
- Hilara congregaria Melander, 1902
- Hilara coracina Oldenberg, 1916
- Hilara cornicula Loew, 1873
- Hilara crickmayi Curran, 1926
- Hilara cuneata Loew, 1873
- Hilara curtisi Collin, 1927
- Hilara curvipes Siebke, 1864
- Hilara czernyi Strobl, 1909
- Hilara dalmatina Strobl, 1898
- Hilara deltaica Parvu, 1994
- Hilara deryae Ciftci & Hasenbli, 2011
- Hilara dimidiata Strobl, 1892
- Hilara discalis Chvala, 1997
- Hilara discoidalis Lundbeck, 1910
- Hilara discolor Strobl, 1892
- Hilara diversipes Strobl, 1892
- Hilara dixi Steyskal, 1969
- Hilara empidoides Frey, 1958
- Hilara escorialensis Strobl, 1909
- Hilara eviana Straka, 1976
- Hilara femorata Loew, 1862
- Hilara femorella Zetterstedt, 1842
- Hilara flavidipes Chvala, 1997
- Hilara flavipes Meigen, 1822
- Hilara flavitarsis Straka, 1976
- Hilara flavocoxa Straka, 1976
- Hilara flavohalterata Strobl, 1898
- Hilara fulvibarba Strobl, 1899
- Hilara fuscipes (Fabricius, 1794)
- Hilara fusitibia Strobl, 1899
- Hilara galactoptera Strobl, 1910
- Hilara gallica (Meigen, 1804)
- Hilara garretti Curran, 1926
- Hilara gooti Chvala, 1999
- Hilara gracilis Loew, 1862
- Hilara granditarsis Curran, 1926
- Hilara griseifrons Collin, 1927
- Hilara griseola Zetterstedt, 1838
- Hilara hasankoci Ciftci & Hasenbli, 2011
- Hilara helvetica Chvala, 1999
- Hilara hirta Strobl, 1892
- Hilara hirtella Collin, 1927
- Hilara hirtipes Collin, 1927
- Hilara hybrida Collin, 1961
- Hilara hyposeta Straka, 1967
- Hilara hystrix Strobl, 1892
- Hilara implicata Collin, 1927
- Hilara infuscata Brulle, 1832
- Hilara intermedia (Fallén, 1816)
- Hilara interstincta (Fallén, 1816)
- Hilara joannae Niesiolowski, 1991
- Hilara johnsoni Coquillett, 1895
- Hilara juno Curran, 1930
- Hilara lacteipennis Strobl, 1892
- Hilara lapponica Chvala, 2002
- Hilara lasiochira Strobl, 1892
- Hilara lasiopa Strobl, 1892
- Hilara laurae Becker, 1908
- Hilara leucoptera Loew, 1862
- Hilara lindbergi Vaillant, 1963
- Hilara litorea (Fallén, 1816)
- Hilara longeciliata Strobl, 1906
- Hilara longesetosa Strobl, 1910
- Hilara longicornis Strobl, 1894
- Hilara longivittata Zetterstedt, 1842
- Hilara lugubris (Zetterstedt, 1819)
- Hilara lundbecki Frey, 1913
- Hilara lurida (Fallén, 1816)
- Hilara lutea Loew, 1863
- Hilara macedonica Engel, 1941
- Hilara macquarti Straka, 1984
- Hilara macroptera Loew, 1863
- Hilara magica Mik, 1887
- Hilara maior Strobl, 1910
- Hilara manicata Meigen, 1822
- Hilara marginipennis Strobl, 1909
- Hilara martini Chvala, 1981
- Hilara matroniformis Strobl, 1892
- Hilara maura (Fabricius, 1776)
- Hilara medeteriformis Collin, 1961
- Hilara media Collin, 1927
- Hilara merula Collin, 1927
- Hilara merzi Chvala, 1999
- Hilara migrata Walker, 1849
- Hilara miriptera Straka, 1976
- Hilara monedula Collin, 1927
- Hilara morata Collin, 1927
- Hilara morenae Strobl, 1899
- Hilara mroga Niesiolowski, 1986
- Hilara mutabilis Loew, 1862
- Hilara nadolna Niesiolowski, 1986
- Hilara nearctica Shewell, 1955
- Hilara nigrina (Fallén, 1816)
- Hilara nigritarsis Zetterstedt, 1838
- Hilara nigriventris Loew, 1862
- Hilara nigrocincta de Meijere, 1935
- Hilara nigrohirta Collin, 1927
- Hilara nitidorella Chvala, 1997
- Hilara nitidula Zetterstedt, 1838
- Hilara novakii Mik, 1892
- Hilara nugax Melander, 1902
- Hilara obscura Meigen, 1822
- Hilara palmarum Strobl, 1906
- Hilara pectinipes Strobl, 1892
- Hilara perversa Oldenberg, 1916
- Hilara pilipes Zetterstedt, 1838
- Hilara pilosa Zetterstedt, 1842
- Hilara pilosopectinata Strobl, 1892
- Hilara platyura Loew, 1873
- Hilara plebeia Walker, 1857
- Hilara ponti Chvala, 1982
- Hilara primula Collin, 1927
- Hilara pruinosa Wiedemann in Meigen, 1822
- Hilara psammophytophilia Beschovski, 1973
- Hilara pseudochorica Strobl, 1892
- Hilara pseudocornicula Strobl, 1909
- Hilara pseudosartrix Strobl, 1892
- Hilara pulchripes Frey, 1913
- Hilara quadriclavata Strobl, 1899
- Hilara quadrifaria Strobl, 1892
- Hilara quadrifasciata Chvala, 2002
- Hilara quadriseta Collin, 1927
- Hilara quadrivittata Meigen, 1822
- Hilara quadrula Chvala, 2002
- Hilara recedens Walker, 1851
- Hilara regneali Parvu, 1991
- Hilara rejecta Collin, 1927
- Hilara rufopuncta Curran, 1926
- Hilara sartor Becker, 1888
- Hilara scrobiculata Loew, 1873
- Hilara seriata Loew, 1864
- Hilara setosa Collin, 1927
- Hilara simplicipes Strobl, 1892
- Hilara splendida Straka, 1976
- Hilara strakai Chvala, 1981
- Hilara strakaiana Parvu, 1993
- Hilara sturmii Wiedemann in Meigen, 1822
- Hilara styriaca Strobl, 1893
- Hilara submaura Collin, 1927
- Hilara subpollinosa Collin, 1927
- Hilara sulcitarsis Strobl, 1892
- Hilara tanychira Strobl, 1892
- Hilara tanythrix Frey, 1913
- Hilara tarsata Siebke, 1864
- Hilara tatra Niesiolowski, 1991
- Hilara tenella (Fallén, 1816)
- Hilara tenuinervis Zetterstedt, 1838
- Hilara ternovensis Strobl, 1898
- Hilara testacea Loew, 1864
- Hilara tetragramma Loew, 1873
- Hilara thoracica Macquart, 1827
- Hilara tiefii Strobl, 1892
- Hilara transfuga Walker, 1849
- Hilara treheni Niesiolowski, 1991
- Hilara trigemina Strobl, 1909
- Hilara tristis Loew, 1864
- Hilara trivittata Loew, 1862
- Hilara tyrolensis Strobl, 1892
- Hilara umbrosa Loew, 1862
- Hilara unicolor Loew, 1862
- Hilara varipennis (Curran, 1930)
- Hilara veletica Chvala, 1981
- Hilara veltmani Chvala, 1999
- Hilara velutina Loew, 1862
- Hilara veneta Collin, 1966
- Hilara vistula Niesiolowski, 1991
- Hilara vltavensis Straka, 1976
- Hilara wheeleri Melander, 1901
- Hilara woodiella Chvala, 1999
- Hilara zermattensis Chvala, 1999